# Sopater
Pour les articles homonymes, voir Sopatros.
Sopater est un disciple de l’apôtre Paul de Tarse, mentionné dans les Actes des Apôtres.
Fils de Pyrrhus, un homme de la ville de Bérée, Sopater accompagne Paul dans ses voyages apostoliques :

« [Paul] décida de repartir par la Macédoine. Ceux qui l’accompagnaient étaient : Sopater fils de Pyrus de Bérée, les Thessaloniciens Aristarque et Secundus, Gaïus de Derbé, Timothée et, de la province d'Asie, Tychique et Trophime. »

— Ac 20:3-4
Il est parfois confondu à tort avec Sosipater, le disciple que Paul mentionne dans son Épître aux Romains (Rm 16:21).